# Френч Ривер (Онтарио)
Френч Ривер (енгл. French River, фр. Rivière des Français) је општина у Канади у покрајини Онтарио. Према резултатима пописа 2011. у граду је живело 2.442 становника.

## Становништво
Према резултатима пописа становништва из 2011. у граду је живело 2.442 становника, што је за 8,2% мање у односу на попис из 2006. када је регистровано 2.659 житеља.
| 2006. | 2011. |
| ----- | ----- |
| 2.659 | 2.442 |